# Thomas Young (Revolutionär)
Thomas Young (* 19. Februar 1731 in Little Britain in der Town New Windsor, Provinz New York; † 24. Juni 1777 in Philadelphia, Pennsylvania) war ein US-amerikanischer Arzt und Patriot in der Amerikanischen Revolution. Er war einer der Anführer der Boston Tea Party.

## Leben
Thomas Young wurde in Little Britain, Ulster County als ältestes von sieben Kindern der irisch-, schottischen Einwanderer John Young und Mary Crawford geboren. Er wuchs in sehr einfachen Verhältnissen auf. Bei seiner Großmutter lernte er lesen und schreiben und sein Vater unterrichtete ihn in Mathematik. Seine Intelligenz fiel auf und vom Nachbarn Charles Clinton wurde er mit Büchern unterstützt und gefördert. Auch setzte sich Clinton für einen Schulbesuch Youngs ein. Er lernte Latein und Französisch und machte eine medizinische Ausbildung bei John Kitterman. Anschließend ließ er sich als Arzt in Amenia, New York nieder. Young heiratete Mary Winegar und das Paar hatte zwei Söhne und vier Töchter. Dort lernte er den sechs Jahre jüngeren Ethan Allen kennen und wurde sein Mentor. Young war ein amerikanischer Deist, ein Dichter und Schriftsteller.
Nachdem 1765 der Stamp Act durch die Britische Regierung erlassen wurde, mit welchem den Siedlern in den Kolonien erstmals direkte Steuern auferlegt wurden, um die Kosten des Siebenjährigen Krieges zu kompensieren, formierte sich Widerstand. Young zog 1766 nach Boston und trat den Sons of Liberty bei. Schnell gehörte er zu den lautesten Stimmen in der Gruppe und zu den Anführern des Volkes. Der Gouverneur Thomas Hutchinson hielt Young für einen der gefährlichsten Männer in der Stadt.
Young war Autor zahlreicher medizinischer und politischer Beiträge in Bostoner Zeitungen und Magazinen. Er gründete im Jahr 1772 mit Gleichgesinnten das Boston Committee of Correspondence. Formell ein Brief-Club lokaler Bürger, informell die Volksbefreiungsorganisation von Boston. Jahre später meinte John Adams, dass die Geschichte der Vereinigten Staaten nur geschrieben werden könne, wenn dieses ausgewertet werden würde. Die Schriften befinden sich heute in der Sammlung der New York Public Library. Unter ihnen befindet sich auch die zum Teil von Young im Jahr 1772 geschriebene Erklärung „Rights of the Colonists“, welche zu einem der Vorbilder für die Unabhängigkeitserklärung der Vereinigten Staaten wurde.
Thomas Young war 1773 derjenige, der vorschlug als Protest gegen den Tea Act die Teeballen in den Hafen zu werfen.
Nachdem Young im September 1774 eine Menschengruppe in einem Protest anführte, musste er Boston verlassen. Young floh nach Newport um nicht verhaftet zu werden, von da nach Philadelphia. Dort nahm er seine Arbeit als Arzt wieder auf. Weiterhin interessierte er sich für Politik und war beteiligt an der Gestaltung der Verfassung von Pennsylvania. Um Ethan Allen bei dem Versuch einen Staat in den Green Mountains zu gründen und die Unabhängigkeit von der New Hampshire Colony und der Provinz New York zu unterstützen, schlug Young den Namen Vermont aus dem Französischen les Verts Monts für the Green Mountains vor.
Bei seiner Arbeit im Continental Hospital in Philadelphia erkrankte Young am Gelbfieber und starb am 24. Juni 1777 in Philadelphia.